# Raúl Martín Rodríguez
Raúl Martín Rodríguez (Sevilla, 16 d'agost de 1979) és un exfutbolista andalús, que ocupava la posició de migcampista.

## Trajectòria
Format al planter del RCD Mallorca, hi debuta a primera divisió amb els illencs en un encontre de la temporada 02/03, al qual seguiran altres set la temporada 03/04. Eixa temporada la finalitza al CD Tenerife, de Segona Divisió. Romandria una altra campanya a l'equip canari, en la qual gaudeix de minuts tot i no ser titular.
L'estiu del 2005 fitxa per l'Elx CF. Hi milita durant tres anys al conjunt valencià, totes tres a la Segona Divisió. A l'Elx tampoc acaba d'aconseguir la titularitat, encara que hi apareix en 73 ocasions.
Després d'una breu estada al Girona FC, per la temporada 09/10 recala a l'AD Ceuta, de Segona Divisió B.